# خرابة كهل (بالغلو)
خرابة کهل (بالفارسية: خرابه کهل) هي منطقة سكنية تقع في إيران في قسم بالغلو الريفي. يقدر عدد سكانها بـ 100 نسمة .